# Babe (grupo)
Babe fue una agrupación musical femenina de pop neerlandesa de las décadas de 1970 y 1980, cuyo productor fue Peter Koelewijn. Babe se diseñó al estilo de Luv', otra banda neerlandesa de pop femenino muy famosa.

## Historia
Babe fue diseñada al estilo de Luv', otra agrupación femenina de pop neerlandesa muy famosa, que en su mayoría interpretaba bubblegum pop.
El trío fue formado por el productor e intérprete Peter Koelewijn. Inicialmente, el grupo estaba formado por Gemma van Eck, Rita van Rooy y Monique Hagemeyer. Hagemeyer fue reemplazada en 1980 por Margot van der Ven. Van Eck decidió dejar el trío en 1981 y fue reemplazada por Marga Bult.
Koelewijn produjo todas sus grabaciones, con la única excepción siendo el sencillo «Tick-a-Thumps My Heart» que fue producido por Hans van Hemert, el productor detrás de Luv'. Koelewijn había tomado esta decisión porque sintió que era necesario un cambio de sonido para el trío. Sin embargo, los fanáticos no apreciaron el nuevo sonido, que se parecía mucho a Luv' porque ya no presentaba la reconocible voz solista de Gemma van Eck, sino que las tres cantantes cantaban en armonía, por lo que Koelewijn decidió retomar la producción. Algunas de las letras de Babe escritas por Koelewijn han sido criticadas por parecer misóginas. Por ejemplo, Muziekencyclopedie nota que en una canción, Gemma van Eijck canta sobre ser mujer: «Solo una mujer, eso es lo que soy».
Aunque muy popular en ese momento, Babe es considerada la banda de los Países Bajos que tuvo la mayor cantidad de éxitos en el Top 40 sin tener una sola ubicación dentro del top 10.
Uno de sus sencillos, «The Drunken Sailor», era una vieja canción de marineros irlandeses, transformada en una melodía de bubblegum pop por Koelewijn.
En 1980, el trío participó en un famoso festival de canciones en Seúl, Corea del Sur, actuó para el ejército holandés en el Líbano, realizó una extensa gira por Indonesia e hizo apariciones en varios programas de televisión en la entonces Alemania Oriental y Polonia.
En 1983, el grupo compitió durante para representar a Luxemburgo en el Festival de la Canción de Eurovisión 1983. Sin embargo, la representación luxemburguesa finalmente recayó en la cantante francesa Corinne Hermès, que ganaría el festival con la canción «Si la vie est cadeau». 
El trío finalmente se disolvió en 1986 después de que su fama hubiera disminuido y su música ya no encontrara muchos fanáticos. Hicieron una actuación final en el Circuito de Assen. De las miembros de Babe, Marga Bult continuó con una carrera en solitario bastante exitosa, que incluyó su participación en el Festival de la Canción de Eurovisión 1987, donde interpretó «Rechtop in de wind» bajo el seudónimo de Marcha. Con 83 puntos terminó en un respetable 5.º lugar en un campo de 22 entradas.

## Discografía
Fuente:

### Álbumes
- Babe (1980)
- Blitzers (1981)
- Shop Around (1983)

### Sencillos
- «Please Me, Please Do» (1979)
- «(Never Listen to a) Bouzouki Player» (1979)
- «Wonderboy» (1979)
- «Ooh la la, I'm Falling» (1980)
- «The Drunken Sailor»/«The Spanish Shuffle» (1980)
- «The Kiss (Vivan Los Hombres)» (1980)
- «L.O.V.E.» (1980)
- «My Malaysia» (1980)
- «Mister Blitzer» (1981)
- «Tick-a-Thumps My Heart»/«Watch Out for the Big Jump» (1981)
- «I'm a Rocking Machine» (1981)
- «Indian Habits (Hooka Heya)» (1982)
- «Together in Love Again» (1982)
- «Explosive» (1983)
- «(Don't You Ever) Shop Around» (1983)
- «Dolly the Doll» (1983)
- «Tommy is a Winner» (1984)
- «Wanna Do (What Mamma Said)» (1984)
- «Minnie the Moocher» (1984)
- «Hot Shot» (1985)
- «Tell Him» (1985)